# Griphomyia vittata
Griphomyia vittata är en tvåvingeart som beskrevs av Hardy 1987. Griphomyia vittata ingår i släktet Griphomyia och familjen borrflugor. Inga underarter finns listade i Catalogue of Life.